# Сезер Озтюрк
Сезер Озтюрк (тур. Sezer Öztürk, нар. 3 листопада 1985, Фельберт) — турецький футболіст, що грав на позиції півзахисника. Має також німецьке громадянство.
Виступав, зокрема, за клуби «Баєр 04», «Фенербахче» та «Бешикташ», а також юнацьку збірну Туреччини.

## Клубна кар'єра
Народився 3 листопада 1985 року в західнонімецькому місті Фельберт. Вихованець німецьких юнацьких команд «Рот-Вайс» (Ессен) та «Баєр 04». У дорослому футболі дебютував 2004 року виступами за «Баєр 04», але основним гравцем не став, зігравши лише 9 ігор у Бундеслізі, через що був відданий в оренду в бельгійський «Жерміналь-Беєрсхот».
У січні 2006 року Сезер перейшов в «Нюрнберг», за який провів своїй два останні матчі у Бундеслізі, після чого покинув клуб, відправившись в турецький «Манісаспор». Незважаючи на свій юний вік у новій команді він швидко став основним гравцем, відігравши за перші два сезони у Суперлізі 38 матчів і забивши 1 гол, після чого команда вилетіла до Першої ліги. Там Сезер став одним із лідерів і забив 14 голів у 31 матчі чемпіонату, ставши найкращим бомбардиром своєї команди та допоміг команді посісти 1 місце та повернутись у Суперлігу.
Він провів першу половину сезону в сезоні 2009/10 у «Манісаспорі», після чого перейшов до «Ескішехірспору» за 850 000 євро та підписав 2,5-річний контракт до 31 травня 2012 року. У цій команді Озтюрк себе добре проявив, забивши у сезоні 2010/11 9 голів у 29 іграх чемпіонату, після чого ним зацікавились турецькі гранди і він перейшов у «Фенербахче». Втім там Озтюрк не зумів пробитись до основи і за два сезони зіграв лише 15 ігор Суперліги, вигравги в обох сезонах Кубок Туреччини.
Влітку 2013 року Озтюрк за 1,5 млн. євро перейшов в інший турецький топ-клуб «Бешикташ», підписавши 3-річний контракт. Втім за «орлів» Озтюрк не зіграв жодної гри і здавався в оренду в клуби «Істанбул ББ» та «Ескішехірспор», після чого 2015 року завершив ігрову кар'єру.

## Виступи за збірні
Незважаючи на те, що Озтюрк народився у Німеччині, він вирішив представляти свою історичну батьківщину, Туреччину і у складі юнацької збірної Туреччини до 15 років дебютував 19 жовтня 1999 року у матчі з Румунією, після чого грав за усі юнацькі команди до 20 років. З командою до 19 років брав участь у юнацькому чемпіонаті Європи 2004 року у Швейцарії, на якому забив два голи і здобув з командою срібні нагороди. Цей результат дозволив поїхати на молодіжний чемпіонат світу 2005 року в Нідерландах. Там Озтюрк теж забив два голи і дійшов з командою до 1/8 фіналу. Загалом на юнацькому рівні взяв участь у 41 матчі, відзначившись 8 забитими голами.
2006 року зіграв один матч за другу збірну Туреччини, а 2010 року викликався до національної команди новим тренером Гусом Гіддінком, але на поле жодного разу у її складі не вийшов.

## Титули і досягнення
- Володар Кубка Туреччини (2):

«Фенербахче»: 2011/12, 2012/13